# Gending (plaats)
Gending is een bestuurslaag in het regentschap Probolinggo van de provincie Oost-Java, Indonesië. Gending telt 3678 inwoners (volkstelling 2010).